# Edmond Hamilton

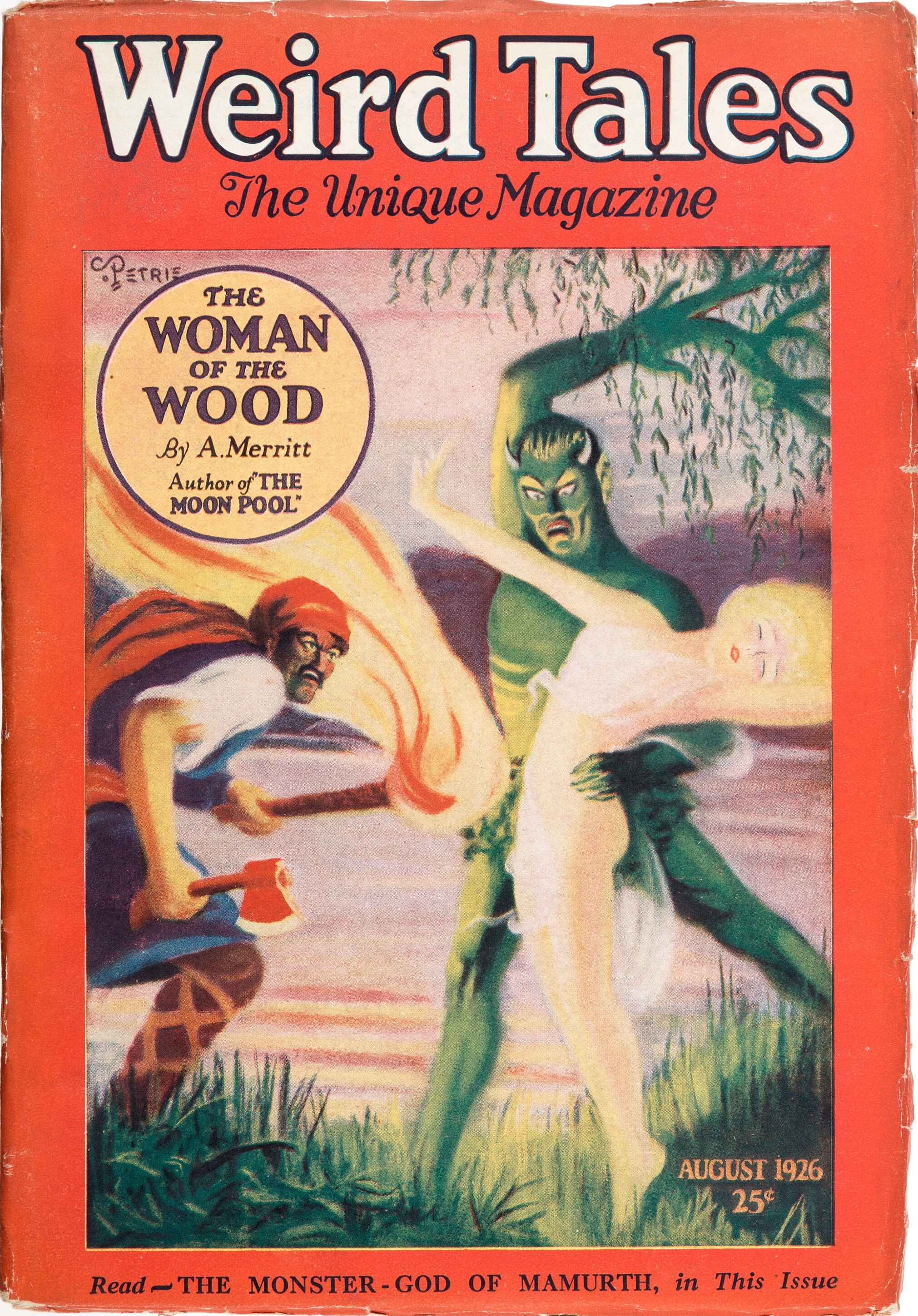
A Weird Tales 1926. augusztusi számának címlapja, itt jelent meg Hamilton első elbeszélése

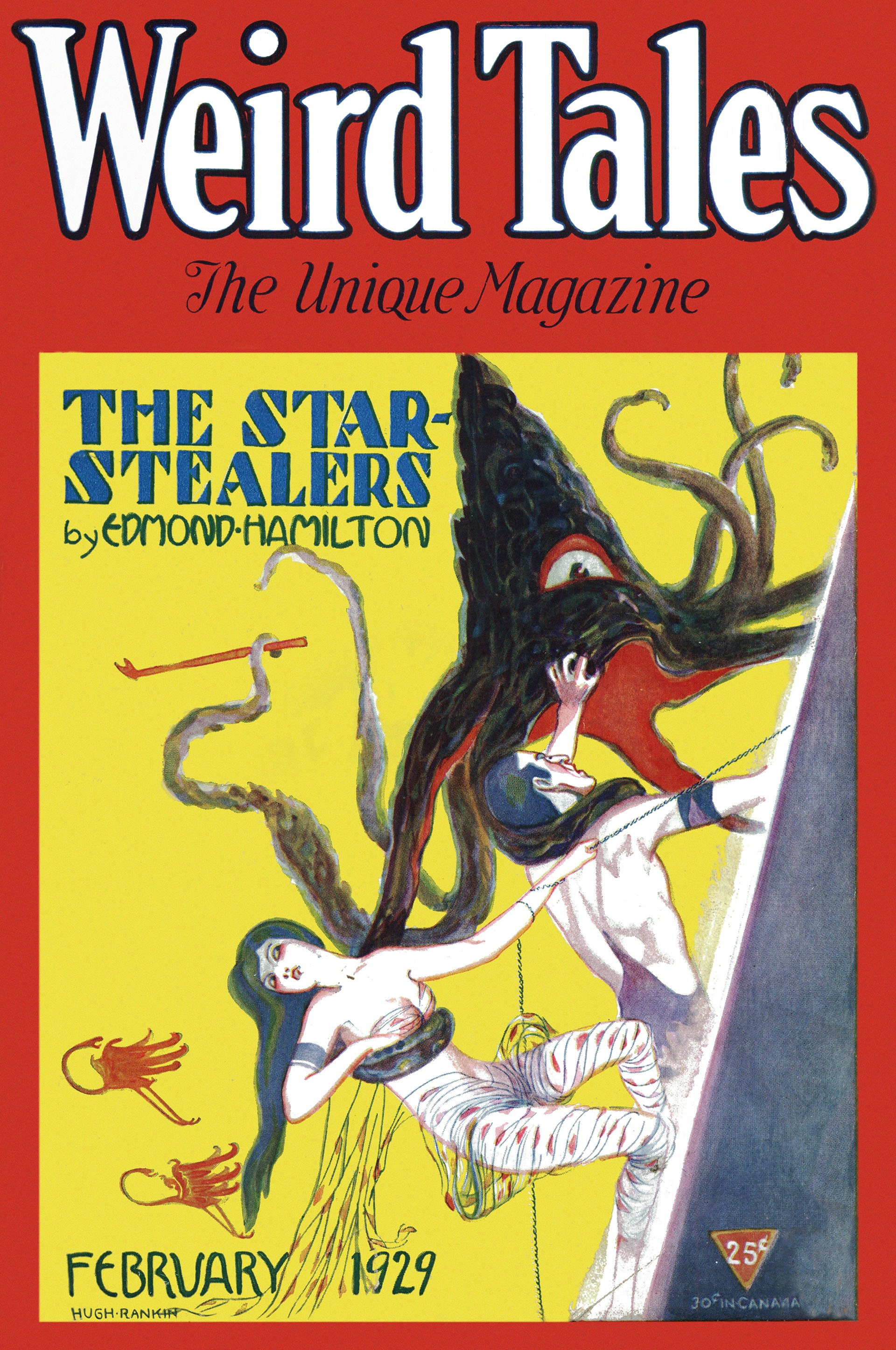
"The Star-Stealers" a Weird Tales 1929. februári számának címlapján

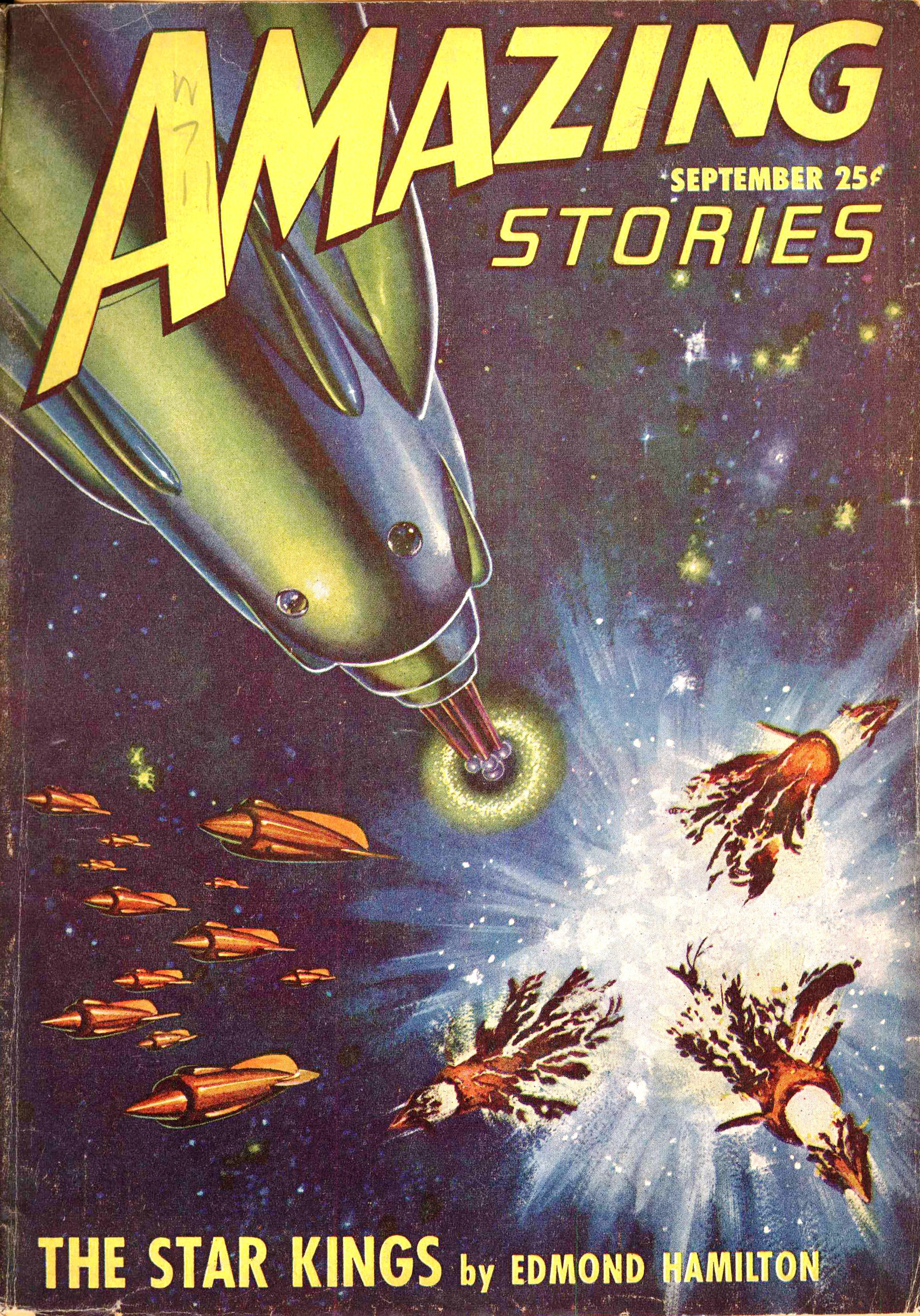
Az első "Star Kings" történet az Amazing Stories 1947 szeptemberi számának címlapján

Edmond Moore Hamilton (Youngstown, 1904. október 21. – Lancaster, 1977. február 1.) amerikai tudományos-fantasztikus író

## Élete
Szülővárosában és a közeli New Castle-ben nevelkedett. Csodagyereknek számított, már 14 évesen elvégezte a középiskolát s a New Wilmingtoni Westminster College hallgatója lett, de tanulmányait 17 éves korában abbahagyta. Fantasztikus írói pályafutása a The Monster God of Mamurth című novellával kezdődött, amely a Weird Tales 1926. augusztusi számában jelent meg. Hamilton gyorsan egyik központi tagja lett a Farnsworth Wright szerkesztő által összeállított, a magazin legjobb íróit magába fogaló csoportnak, amelybe többek közt Howard Phillips Lovecraft és Robert E. Howard is tartozott. 1926 és 1948 közt 79 munka jelent meg Hamiltontól a magazin hasábjain, ezzel ő a lap egyik legtermékenyebb közreműködője. A Weird Tales számos írójával és közreműködőjével is barátságot kötött, köztük E. Hoffmann Price-vel és Otis Adelbert Kline-vel. Legjobb barátja Jack Williamson volt, erről maga Williamson írt 1984-ben megjelent Wonder's Child című önéletrajzában. Az 1930-as évek végén a Weird Tales Hamilton számos fantasy-történetét is megjelentette, ezek közül a legnépszerűbb, számos újranyomást megért darabja az 1938 júliusában megjelent He That Hath Wings volt. 1936-ban jelent meg novelláinak első gyűjteménye The Horror on The Asteroid and Other Tales of Planetary Horror címmel.
Az 1920-as évek végén és az 1930-as évek elején Hamilton az összes akkor megjelenő sci-fi magazinban publikált, valamint horror- és bűnügyi történeteket írt más lapok számára. Nagyon népszerű volt, mint "űropera"-szerz, e műfajt ő maga hozta létre E. E. Smith-tel közösen. The Island of Unreason (Wonder Stories, 1933. május) című novellája nyerte el az első Jules Verne-díjat mint az év legjobb tudományos-fantasztikus története (ez volt a legelső tudományos-fantasztikus díj, amelyet a rajongók szavazatai alapján ítéltek oda, a későbbi Hugo-díj előfutára). Az 1940-es években Hamilton volt a fő szerzője a  Captain Future című, elsősorban fiataloknak szóló sci-fi ponyvasorozatnak. E sorozatnak köszönhetően sok rajongóra tett szert, de a későbbi években, amikor a sci-fi eltávolodott az űroperától már ártott a hírnevének. Hamilton mindig is extravagáns, romantikus, kalandokban gazdag fantasztikus történeteket alkotott, erre legjobb példa az 1947-ben megjelent The Star Kings című regénye. Az évek során azonban a sci-fi irodalom egyre kifinomultabbá vált, s a Hamilton által képviselt stílus egyre idejétmúltabbnak tűnt.
1942-ben a DC Comics számára kezdett írni, e kiadó Superman és Batman történetek kiadására specializálódott. Első kéőregényes története a Bandits in Toyland volt a Batman 11. számában (1942. június-július). Egy rövid életű önálló képregénysorozatot is írt, a Chris KL-99-t, amely a Strange Adventures sorozatban jelent meg, s lazán kapcsolódott a Captain Future sorozathoz. Sheldon Moldoff grafikussal közösen alkották meg Batwoman karakterét a Detective Comics 233. számában (1956. július). Hamilton Gardner Fox-szal és Bob Brown-nal együtt hozta létre a Space Rangerst a Showcase 15. számában (1958. július-augusztus). Az egyik legismertebb Superman-történet, a The Last Days of Superman (Superman 156., 1962) is az ő nevéhez köthető. A Legion of Super-Heroes sorozat egyik első rendszeres alkotója volt. Számos egyéb korai szuperhős-csapat megalkotásában is részt vett. The Clash of Cape and Cowl című képregénye a World's Finest Comics 153. számában jelent meg 1965 novemberében, e képregény a forrása a közismert internetes mémnek, amelyben Batman pofon vágja Robint. 1969-ben a Macfadden/Bartell Corporation kiadott egy rövid tudományos fantasztikus történetgyűjteményt Alien Earth and Other Stories címmel, amelyben Hamilton 1949-es Alien Earth című története Isaac Asimov, Robert Bloch, Ray Bradbury, Arthur C. Clarke és mások novelláival együtt szerepel.
1946. december 31.-én Hamilton feleségül vette fantasztikus írótársát és forgatókönyvíróját, Leigh Brackettet San Gabrielben, és vele együtt Kinsmanba költözött. Ezután készítette el legjobb munkáit, többek közt a The Star of Life (1947), a The Valley of Creation (1948), a City at World's End (1951) és a The Haunted Stars (1960) című regényeket. Pályafutásának ebben az érettebb szakaszában eltávolodott a romantikus-fantasztikus elemektől, hogy valósághűbb történeteket alkosson, ilyen például az egyik legtöbbet újraközölt írása, a What's It Like Out There (Thrilling Wonder Stories, 1952. december). Ugyan csaknem 25 éven át egymás mellett dolgozott feleségével, a szerzői feladatokat csak ritkán osztották meg egymás között: egyetlen hivatalos együttműködésük, a Stark and the Star Kings, amelyet eredetileg Harlan Ellison The Last Dangerous Visions című, végül kiadatlan antológiájába szántak csupán 2005-ben jelent meg nyomtatásban. Egyes feltételezések szerint Brackett az 1960-as évek elején átmenetileg felhagyott a fantasztikus irodalommal, Hamilton pedig két korai Brackett-történetet (Black Amazon of Mars és Queen of the Martian Catacombs) dolgozott át regénnyé People of the Talisman és The Secret of Sinharat (1964) címmel.
Hamilton halálát egy veseműtét szövődményei okozták. A halála előtti évben a Toei Animation megkezdte a Captain Future-regények anime-adaptációinak gyártását, a Tsuburaya Productions pedig a Star Fox-ot alakította át tokusatsu-sorozattá, mindkettőt 1978-ban sugározta a japán televízió. A Captain Future-adaptációt később Európába is exportálták, Hamilton ezzel új rajongótábort nyert kivált Franciaországban, Olaszországban és Németországban.

## Magyarul megjelent művei
- Az élet csillaga (novella, Galaktika 32., 1978)
- A halott bolygó (novella, Galaktika 117., 1990)
- A számkivetett (novella, Metagalaktika 9., 1986)
- Milyen ott a Marson? (novella, Téridő-ugróknak c. antológia, Urbis, 2017, ISBN 9786155289217)
- Stark és a Csillagkirályok (novella, Leigh Brackett-tel közösen, Végtelen világok c. antológia, Delta Vision, 2021, ISBN 9789633953617)

## Fordítás
- Ez a szócikk részben vagy egészben  az   Edmond Hamilton című angol Wikipédia-szócikk ezen változatának fordításán alapul.  Az eredeti cikk szerkesztőit annak laptörténete sorolja fel. Ez a jelzés csupán a megfogalmazás eredetét és a szerzői jogokat jelzi, nem szolgál a cikkben szereplő információk forrásmegjelöléseként.